# 春分の日
春分の日（しゅんぶんのひ）は、日本の国民の祝日の一つであり、祝日法により天文観測による春分が起こる春分日が選定され休日とされる。通例、3月20日から3月21日ごろのいずれか1日。
しばしば昼が長くなって「昼と夜の長さが等しくなる日」といわれるが、実際は昼の方が少し長い。詳細は春分を参照。
本項では「春分の日」と「春分日」を区別して記述する。

## 国民の祝日の趣旨
「春分の日」は、1948年（昭和23年）に公布・施行された国民の祝日に関する法律（「祝日法」、昭和23年法律第178号）によって制定された。同法第2条では「自然をたたえ、生物をいつくしむ。」ことを趣旨としている。

### 休日の扱い
休日としては、1878年（明治11年）改正の年中祭日祝日ノ休暇日ヲ定ム（明治11年太政官布告第23号）による春季皇霊祭から続くもので、1948年（昭和23年）に廃止される休日ニ關スル件（昭和2年勅令第25号）までこの名称だった。

## 日付
施行日は毎年3月20日から3月21日ごろのいずれか1日間に定められる。祝日法上で「春分日」としており、日付を指定していない。ただし、これまでのところ天文計算によって求められた「春分日」以外が「春分の日」とされたことはない。

### 「春分の日」と「春分日」の関係
毎年国立天文台が「春分日」を含め作成する翌年の『暦象年表』という小冊子に基づき、施行年の前年の2月第1平日付の官報の公告（特殊法人等）欄の「暦要項」において「春分の日」として公告される。『暦象年表』以降の将来も春分日は天文学で計算できるが、このような手続きを経るため正式な「春分の日」は公告でしか確定しない。なお、この暦要項は、閣議決定等はされず、閣議報告事項でもない。
従って現行制度では、具体的にどの日付が「春分日」として「春分の日」となるかは前年の公告まで正式には確定しない。

### 近年の春分日と秋分日
（国立天文台サイトより。将来の日付はあくまで計算に基づく予測であり、将来の天文学的観測により変わる事がありえる。）
| 暦年                        | 春分日  | 曜日   | 秋分日  | 曜日   |
| --------------------------- | ------- | ------ | ------- | ------ |
| 2000年（平成12年）          | 3月20日 | 月曜日 | 9月23日 | 土曜日 |
| 2001年（平成13年）          | 3月20日 | 火曜日 | 9月23日 | 日曜日 |
| 2002年（平成14年）          | 3月21日 | 木曜日 | 9月23日 | 月曜日 |
| 2003年（平成15年）          | 3月21日 | 金曜日 | 9月23日 | 火曜日 |
| 2004年（平成16年）          | 3月20日 | 土曜日 | 9月23日 | 木曜日 |
| 2005年（平成17年）          | 3月20日 | 日曜日 | 9月23日 | 金曜日 |
| 2006年（平成18年）          | 3月21日 | 火曜日 | 9月23日 | 土曜日 |
| 2007年（平成19年）          | 3月21日 | 水曜日 | 9月23日 | 日曜日 |
| 2008年（平成20年）          | 3月20日 | 木曜日 | 9月23日 | 火曜日 |
| 2009年（平成21年）          | 3月20日 | 金曜日 | 9月23日 | 水曜日 |
| 2010年（平成22年）          | 3月21日 | 日曜日 | 9月23日 | 木曜日 |
| 2011年（平成23年）          | 3月21日 | 月曜日 | 9月23日 | 金曜日 |
| 2012年（平成24年）          | 3月20日 | 火曜日 | 9月22日 | 土曜日 |
| 2013年（平成25年）          | 3月20日 | 水曜日 | 9月23日 | 月曜日 |
| 2014年（平成26年）          | 3月21日 | 金曜日 | 9月23日 | 火曜日 |
| 2015年（平成27年）          | 3月21日 | 土曜日 | 9月23日 | 水曜日 |
| 2016年（平成28年）          | 3月20日 | 日曜日 | 9月22日 | 木曜日 |
| 2017年（平成29年）          | 3月20日 | 月曜日 | 9月23日 | 土曜日 |
| 2018年（平成30年）          | 3月21日 | 水曜日 | 9月23日 | 日曜日 |
| 2019年（平成31年/令和元年） | 3月21日 | 木曜日 | 9月23日 | 月曜日 |
| 2020年（令和2年）           | 3月20日 | 金曜日 | 9月22日 | 火曜日 |
| 2021年（令和3年）           | 3月20日 | 土曜日 | 9月23日 | 木曜日 |
| 2022年（令和4年）           | 3月21日 | 月曜日 | 9月23日 | 金曜日 |
| 2023年（令和5年）           | 3月21日 | 火曜日 | 9月23日 | 土曜日 |
| 2024年（令和6年）           | 3月20日 | 水曜日 | 9月22日 | 日曜日 |
| 2025年（令和7年）           | 3月20日 | 木曜日 | 9月23日 | 火曜日 |
| 2026年（令和8年）           | 3月20日 | 金曜日 | 9月23日 | 水曜日 |
| 2027年（令和9年）           | 3月21日 | 日曜日 | 9月23日 | 木曜日 |
| 2028年（令和10年）          | 3月20日 | 月曜日 | 9月22日 | 金曜日 |
| 2029年（令和11年）          | 3月20日 | 火曜日 | 9月23日 | 日曜日 |
| 2030年（令和12年）          | 3月20日 | 水曜日 | 9月23日 | 月曜日 |
| 2031年（令和13年）          | 3月21日 | 金曜日 | 9月23日 | 火曜日 |
| 2032年（令和14年）          | 3月20日 | 土曜日 | 9月22日 | 水曜日 |
| 2033年（令和15年）          | 3月20日 | 日曜日 | 9月23日 | 金曜日 |
| 2034年（令和16年）          | 3月20日 | 月曜日 | 9月23日 | 土曜日 |
| 2035年（令和17年）          | 3月21日 | 水曜日 | 9月23日 | 日曜日 |
| 2036年（令和18年）          | 3月20日 | 木曜日 | 9月22日 | 月曜日 |

### 1900年から2299年までの春分日
日付は日本標準時に基づく。 1999年と2000年の間に段差が生じないのは、2000年が400年毎の世紀末閏年のためである。
| 西暦年          | 西暦年を4で割った余り | 西暦年を4で割った余り | 西暦年を4で割った余り | 西暦年を4で割った余り |
| 西暦年          | 0                     | 1                     | 2                     | 3                     |
| --------------- | --------------------- | --------------------- | --------------------- | --------------------- |
| 1900年 - 1923年 | 21日                  | 21日                  | 21日                  | 22日                  |
| 1924年 - 1959年 | 21日                  | 21日                  | 21日                  | 21日                  |
| 1960年 - 1991年 | 20日                  | 21日                  | 21日                  | 21日                  |
| 1992年 - 2023年 | 20日                  | 20日                  | 21日                  | 21日                  |
| 2024年 - 2055年 | 20日                  | 20日                  | 20日                  | 21日                  |
| 2056年 - 2091年 | 20日                  | 20日                  | 20日                  | 20日                  |
| 2092年 - 2099年 | 19日                  | 20日                  | 20日                  | 20日                  |
| 2100年 - 2123年 | 20日                  | 21日                  | 21日                  | 21日                  |
| 2124年 - 2155年 | 20日                  | 20日                  | 21日                  | 21日                  |
| 2156年 - 2187年 | 20日                  | 20日                  | 20日                  | 21日                  |
| 2188年 - 2199年 | 20日                  | 20日                  | 20日                  | 20日                  |
| 2200年 - 2223年 | 21日                  | 21日                  | 21日                  | 21日                  |
| 2224年 - 2255年 | 20日                  | 21日                  | 21日                  | 21日                  |
| 2256年 - 2287年 | 20日                  | 20日                  | 21日                  | 21日                  |
| 2288年 - 2299年 | 20日                  | 20日                  | 20日                  | 21日                  |

## 潮位の基準
海岸法（昭和31年法律第101号）第3条第3項は、海岸保全区域の指定における満潮時・干潮時は、指定の日の属する年の春分の日の満潮時・干潮時を基準とすると定めている。

## 行事
仏教各派ではこの日「春季彼岸会」が行われ、宗派問わず墓参りをする人も多い。

### ノウルーズ
ノウルーズ（ペルシア語: نوروز、nowrūz）は、イラン暦の元日。太陽が春分点を通過する春分の日に当たり、農事暦上重要であることから、イランを中心に、かつてペルシア帝国の文化的影響下にあった中央アジアからアフリカまでに及ぶ広い地域で祝われる祭日である。国際連合総会は、2010年2月23日にこの日を「ノウルーズ国際デー」として正式に承認している。
日本の例では在日クルド人が埼玉県の蕨市（2016年まで） や川口市（2017年から） でノウルーズを祝うために集まる。

## 関連する慣用句など
- 暑さ寒さも彼岸まで